# Edmond Louis Dupain
Edmond Louis Dupain est un peintre français né le 13 janvier 1847 à Bordeaux et mort le 10 août 1933 dans le 14e arrondissement de Paris .

## Biographie
Edmond Louis Dupain est élève  à l'École des beaux-arts de Paris dans les ateliers d'Alexandre Cabanel (1823-1889) et de Jean-Marie Oscar Gué (1809-1877).
Peintre de scène de genre, il réalise des tableaux peuplés de mousquetaires et d'élégantes souvent accompagnés de lévriers. Il peint également des sujets mythologiques et des marines.
En 1880, il est chargé de compléter une grande peinture représentant Vénus[Par qui ?]. Achevée en 1886, elle orne le plafond de la rotonde ouest de l'aile Perrault de l'Observatoire de Paris.
Il expose régulièrement au Salon des artistes français à partir de 1870, avec sa Mort de la nymphe Hespérie. Il en devient sociétaire en 1883 et obtient une médaille de 3e classe en 1875 et de 1re classe en 1877.
Il participe à l'Exposition universelle de 1878 où il obtient une mention honorable. À l'Exposition universelle de 1889, il obtient une médaille de bronze. Dupain est nommé chevalier de la Légion d'honneur en 1894.
Il est enseignant à l'Académie Colarossi à Paris et expose en 1929 au Salon des artistes français la toile Pour la coupe d evie et de volupté.

## Œuvres dans les collections publiques
- Bordeaux, musée des Beaux-Arts :
  - Mort de Sauveur le héros breton, 1889, huile sur toile. Épisode du combat de La Roche-Bernard ;
  - Le Droit de sortie à Bordeaux.
- Paris, Observatoire de Paris : Vénus, 1886.

Œuvres d'Edmond Louis Dupain
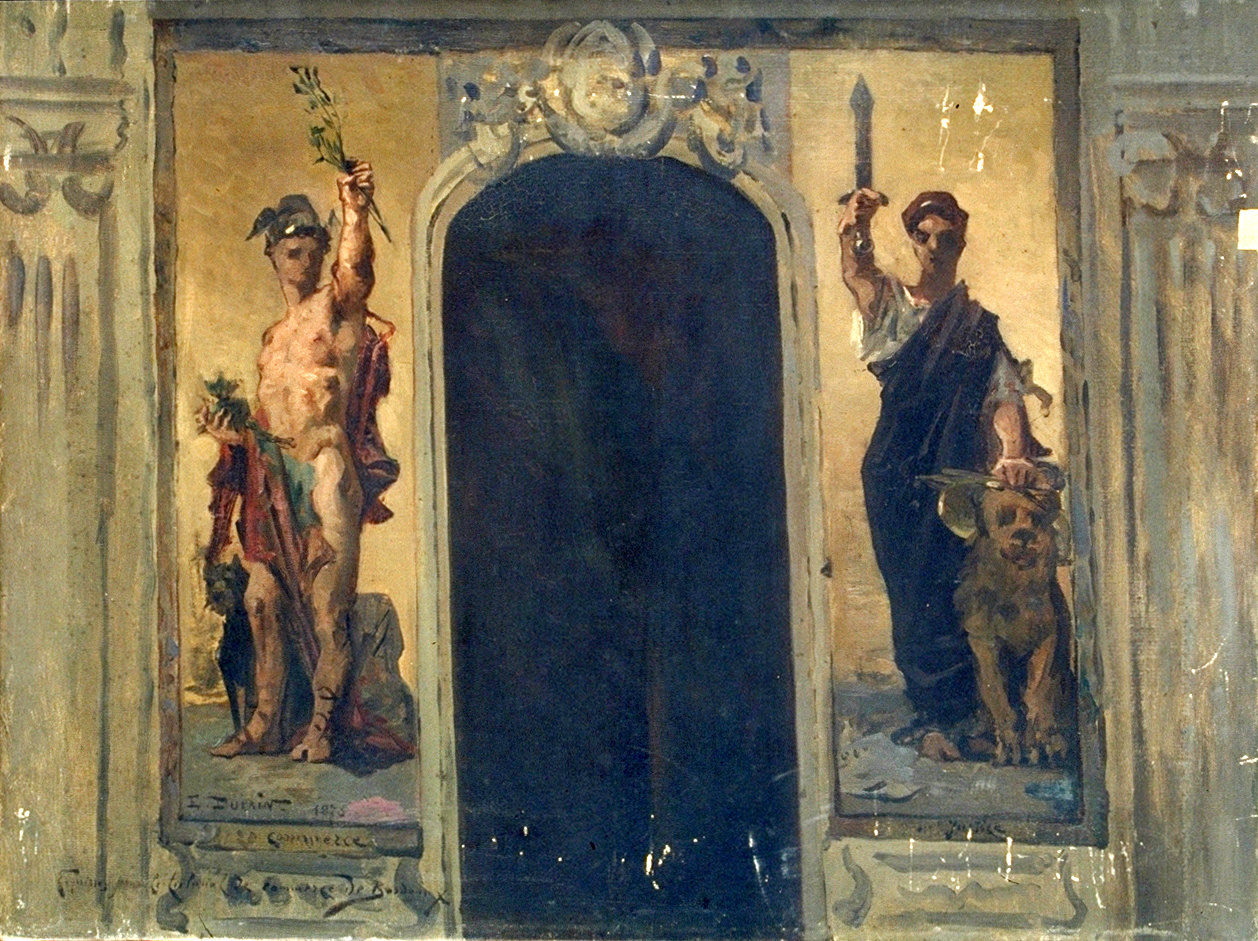
Esquisse pour la décoration du tribunal de Commerce (1878), musée des Beaux-Arts de Bordeaux.
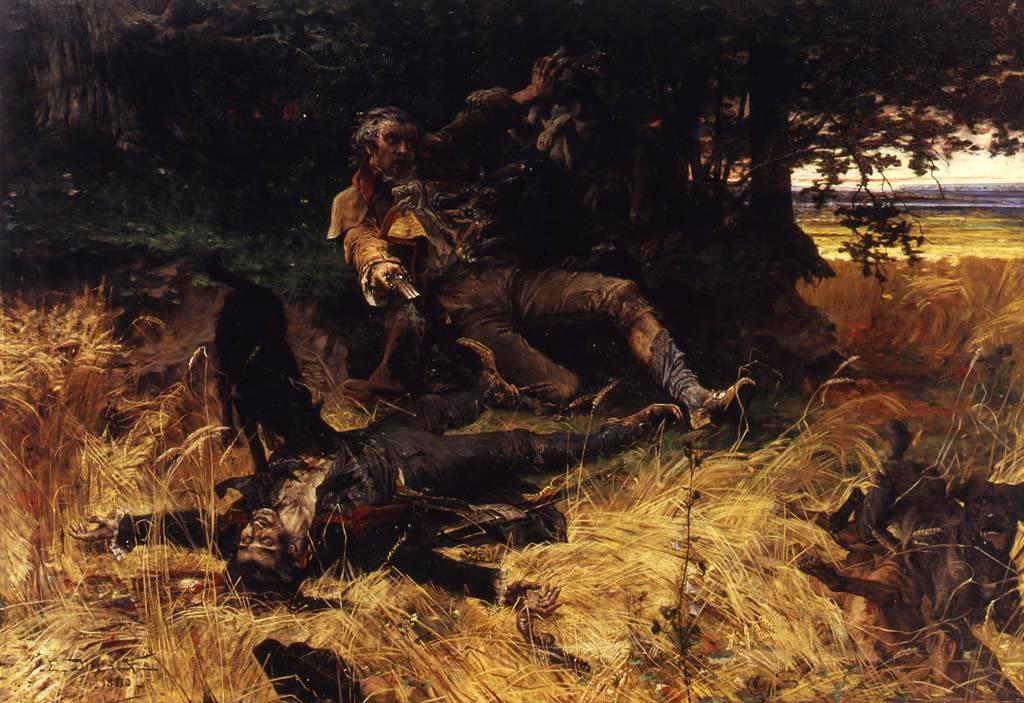
Les Girondins Petion et Buzot (1880), musée des Beaux-Arts de Libourne.
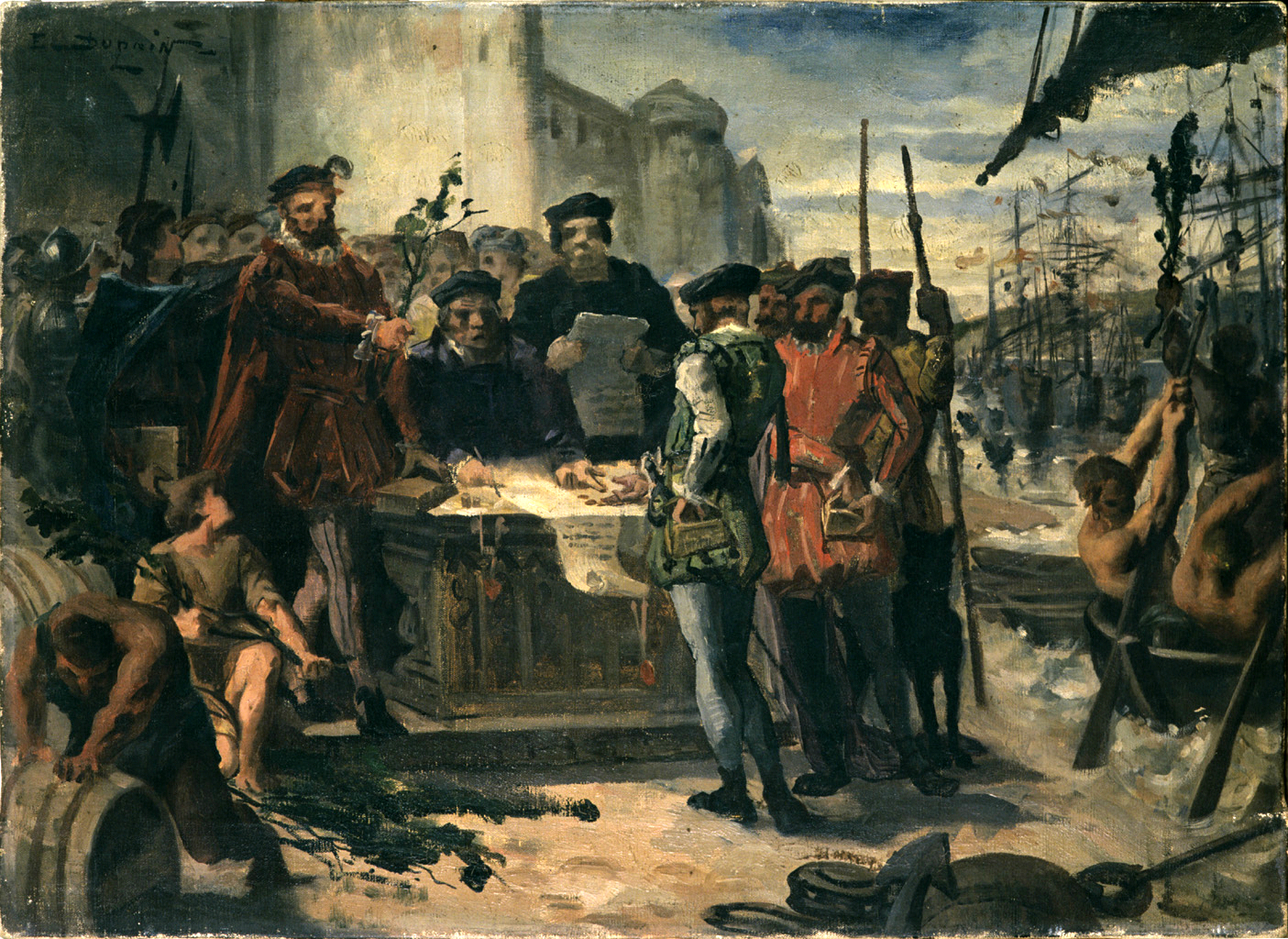
Paiement du tribut du Cypressat[3] (vers 1880), musée des Beaux-Arts de Bordeaux.
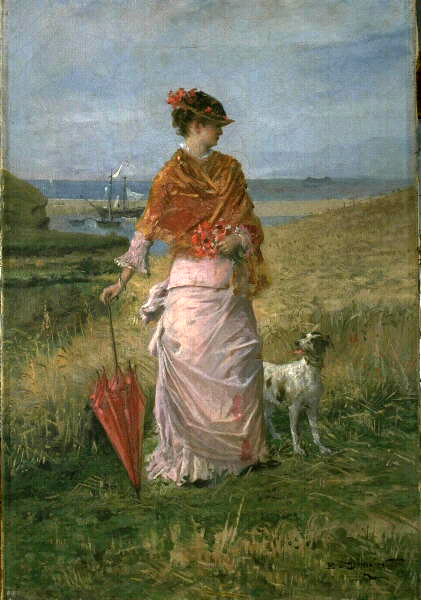
La Promenade. Paysage de Bretagne (vers 1880), musée des Beaux-Arts de Bordeaux.
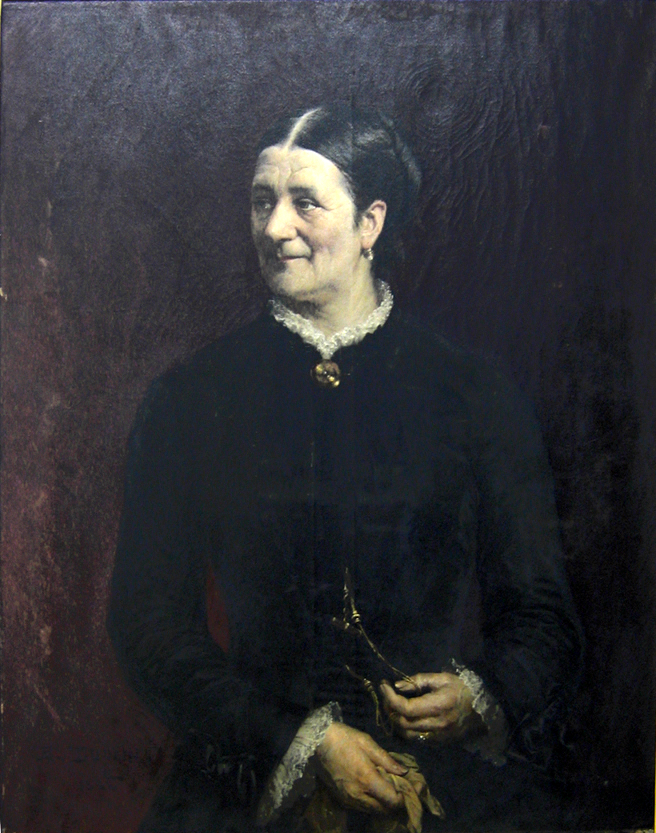
Portrait d'Anne-Louise Cassaigne (1882), musée des Beaux-Arts de Bordeaux.
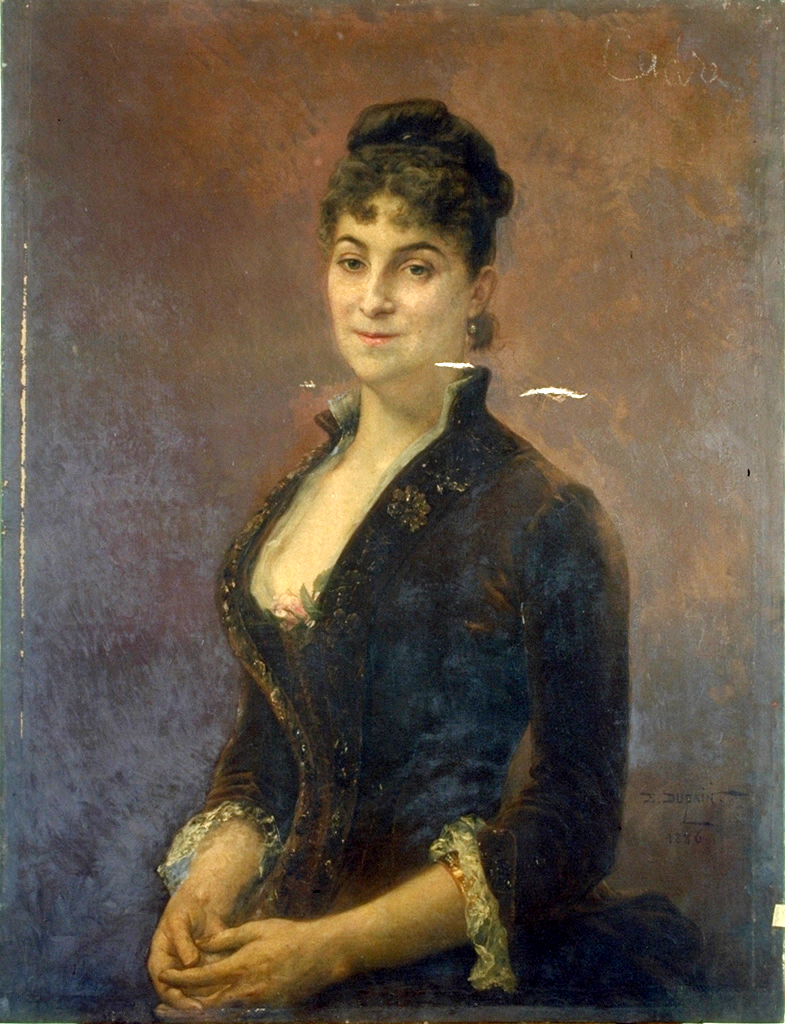
Portrait de femme (1886), musée des Beaux-Arts de Bordeaux.
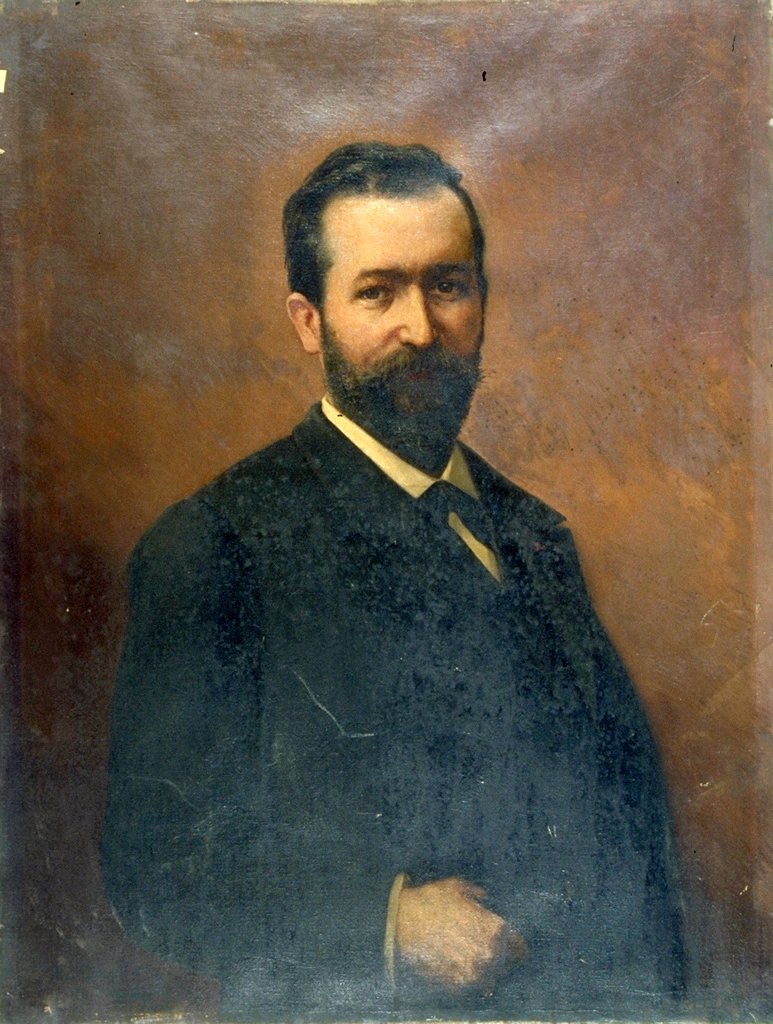
Portrait d'homme (1888), musée des Beaux-Arts de Bordeaux.
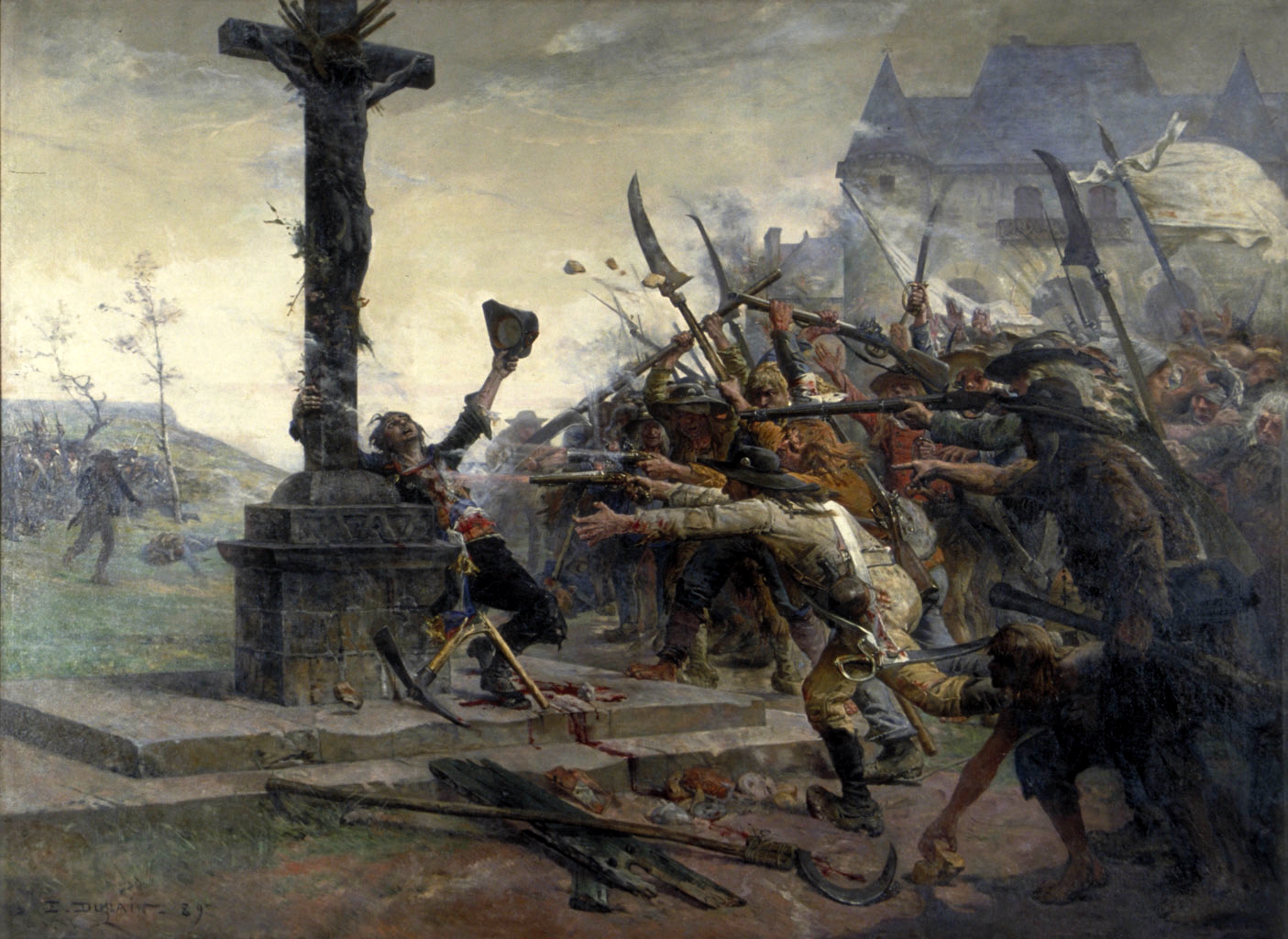
Mort de Sauveur le héros breton (1889), musée des Beaux-Arts de Bordeaux.
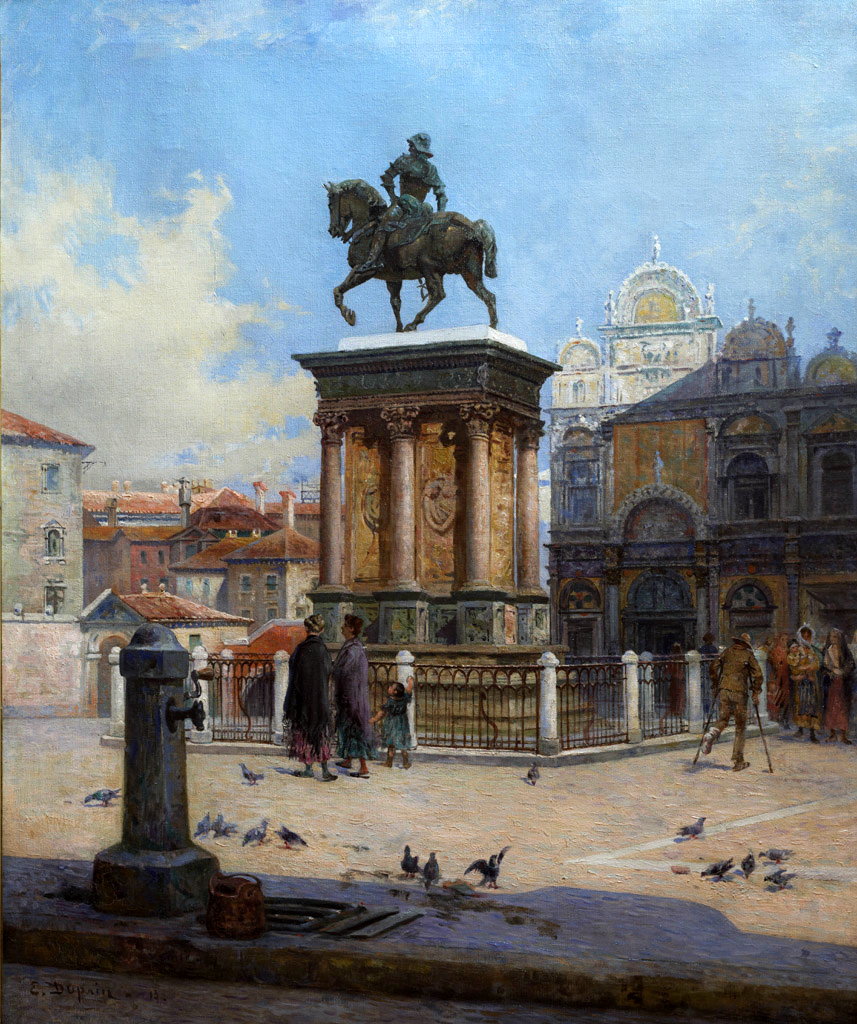
Le Colleone (1913), musée des Beaux-Arts de Bordeaux.